# Риџент (Северна Дакота)
Риџент (енгл. Regent) град је у америчкој савезној држави Северна Дакота.

## Демографија
По попису из 2010. године број становника је 160, што је 51 (-24,2%) становника мање него 2000. године.
| Група             | 2000.       | 2010.       |
| Белци             | 207 (98,1%) | 156 (97,5%) |
| Афроамериканци    | 0 (0,0%)    | 0 (0,0%)    |
| Азијати           | 0 (0,0%)    | 0 (0,0%)    |
| Хиспаноамериканци | 1 (0,5%)    | 0 (0,0%)    |
| Укупно            | 211         | 160         |